# Udo Hackländer
Udo Hackländer (* 27. August 1955; † 30. Oktober 2013 in Wuppertal) war ein deutscher Polizeidirektor, Ordnungsdezernent, Bürgermeister und Kreisvorsitzender der CDU in Wuppertal.

## Leben
Vom Oktober 1999 bis zum Juni 2000 war Udo Hackländer Mandatsträger im Rat der Stadt Wuppertal. Von 1999 bis 2003 bekleidete er das Amt des Kreisvorsitzendern der CDU in Wuppertal. 2000 wurde der ehemalige Polizeidirektor zum Ordnungsdezernent gewählt, erregte jedoch bundesweit Aufsehen, als er 2003 alkoholisiert Auto fuhr und dadurch seinen Führerschein verlor.
2010 war Hackländer einer von 115 Beschuldigten in einem Korruptionsfall im Wuppertaler Ausländeramt, in dem er in die Beschaffung von Aufenthaltstiteln für chinesische Staatsbürger verstrickt war. Die Staatsanwaltschaft ermittelte wegen des Verdachts der Beihilfe zum illegalen Aufenthalt von Ausländern.
In einer Entscheidung vom 20. Juni 2018 des Landgerichts Bochum wurde ein Vertrag für sittenwidrig erklärt, der 2004 auf Initiative von Hackländer zwischen der Stadt Wuppertal und der ASS Athletic Sport Sponsoring GmbH (ASS) geschlossen wurde. Der Schaden für die Stadt belief sich auf rund 0,8 Mio. €. Die Praxis, dass die Stadt Rechnungen der ASS ohne Gegenleistung beglich, wurde erst 2016 durch den Rechtsdezernenten Panagiotis Paschalis beendet und angezeigt.
2008 trat Hackländer aus der CDU aus, danach vorzeitig in den Ruhestand. Im gleichen Jahr meldete er nach diversen gescheiterten Immobiliengeschäften seine Privatinsolvenz an.
Anfang August 2013 kündigte Hackländer an, sich für die kurz zuvor gegründete gemeinnützige „Organisation für Humanitäre Förderung und Sicherheitskonzepte“ zu engagieren. Er starb im Oktober 2013.